# Хумахэ
Хумахэ (Кумара), Хумаэрхэ (кит. упр. 呼玛河) — река в китайской провинции Хэйлунцзян, правый приток реки Амур. 
Река начинается на восточном склоне хребта Большой Хинган и течёт в восточном и юго-восточном направлении юго-западнее Амура. Длина 435 км, площадь бассейна 23,9 тыс. км². Она впадает в Амур в уезде Хума округа Да-Хинган-Лин провинции Хэйлунцзян, примерно в 10 км к югу от административного центра уезда.

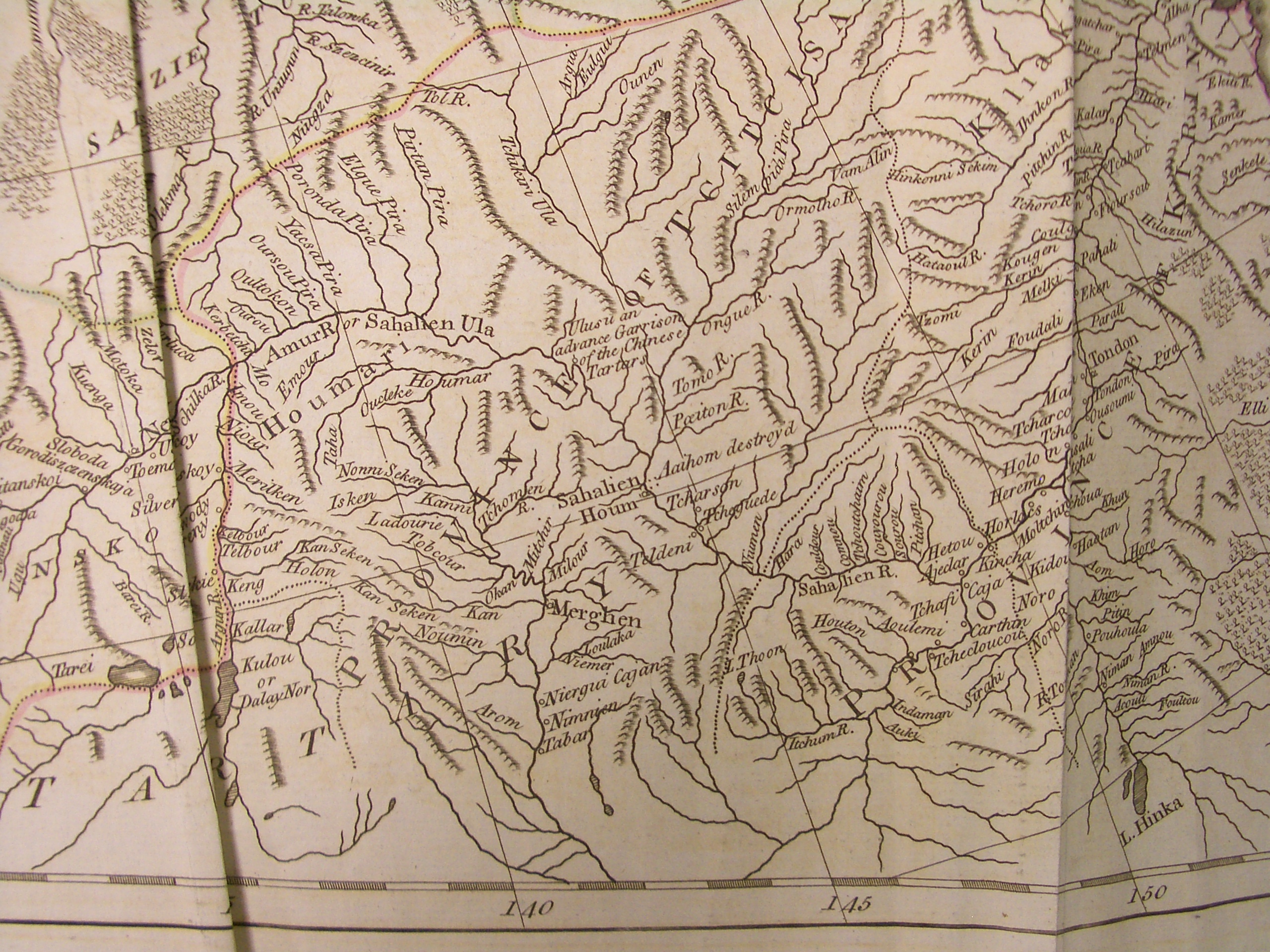
Верховья Амура, часть «Китайской Татарии» и прилегающих к ней районов Российской империи. Общий атлас всей Вселенной, Издатель Томас Китчен. Лондон 1773

На языках местных племён река называлась «Хумаар», и потому среди русских казаков, пришедших в эти места в XVII веке получила название «Кумара» или «Комара». В 1654 году действовавший на Амуре отряд якутских служилых казаков и «охочих людей», которыми после смещения Ерофея Хабарова руководил Онуфрий Степанов, вместе с пришедшим из Забайкалья отрядом Петра Бекетова и другими русскими группами — всего около 500 человек — основали на речном острове при впадении Хумахэ в Амур Усть-Кумарский острог. В 1655 году острог стал местом сражения между казаками и маньчжурскими войсками.